# George Fox Egyetem
A George Fox Egyetem keresztény magánintézmény az Amerikai Egyesült Államok Oregon államának Newberg városában. A kvékerek által 1891-ben alapított iskola négyezer hallgatójával mára az állam legnagyobb magánegyeteme. Newberg mellett Portlandben, Redmondban és online is folyik oktatás.
A George Fox Bruins sportegyesület csapatai a Northwest Conference tagjaként az NCAA III-as divíziójában játszanak.

## Története
Az intézményt 1885-ben alapították kvékerek Friends Pacific Academy néven, majd felvette a Pacific College nevet. Kabalája egy Carlton közelében talált medvebocs, melynek anyját kilőtték. Később a medvebőr kabalát a hallgatók többször is próbálták ellopni. Amikor a bőr elhasználódott, egy másolatot készítettek. A bőr birtoklására irányuló játékokat ma is megrendezik.
1893-ban az iskolát részvénytársaságként alapították, 1925-ben pedig négyéves intézménnyé alakult. Az első rektor Herbert Hoover nagybátyja, H. J. Minthorn volt; Hoover ebben az időben az intézmény hallgatója volt. Az intézmény 1949-ben vette fel George Fox, a kvékermozgalom alapítójának nevét.
1991 és 2019 között minden alapképzésben részt vevő hallgatónak számítógépet biztosítottak. 1996-ban az intézményt összevonták a Nyugati Evangélikus Szemináriummal. Dwight Kimberly biológiaoktatót a Carnegie Alapítvány 2000-ben az év oregoni oktatójának választotta. Rhett Luedtke színháztudományi oktató azon három munkatárs között volt, akiket a John F. Kennedy Center Előadó-művészeti Központ országosan kitüntetett.
1986-ban a hallgató létszám 549 fő volt, ez azóta megötszöröződött. Négyezer hallgatójával a George Fox az állam legnagyobb magánegyeteme.
2014-ben egy transznemű hallgatóval kapcsolatos vitás ügyet követően felmentést kértek a diverzitást szavatoló 9. cikkely alól. 2015-ben elkészült a David H. Brandtről és feleségéről, Melváról elnevezett kollégium, 2016-ban pedig az új ebédlő.

## Campusok
Newberg mellett Portlandben, Redmondban és online is zajlik oktatás. A newbergi campus két épülete (az 1886-ban épült, ma is használt Minthorn épület, valamint az egykor a rektor lakóhelyeként szolgáló Jesse Edwards-ház) is szerepel a történelmi helyek jegyzékében. Kollégiumi férőhelyek a newbergi campuson vannak.

## Oktatás
Az intézmény a hagyományos képzési szintek mellett évente 15–25 hallgatónak lehetővé teszi egy kutatói programban való részvételt, valamint külföldi lehetőségeket is kínál.

### Rangsorok
Az intézmény ápolóképzői és mérnöki képzései a U.S. News & World Report 2023-as rangsorában első helyen állnak.

## Hitélet
Az egyetem a Keresztény Főiskolák és Egyetemek Szövetségének rendes tagja. A hallgatóknak nyilatkozniuk kell, hogy keresztény értékrendet folytatnak, és tanulmányaik alatt részt vesznek a kötelező miséken és közösségi szolgálatokon. Az intézmény egyebekben felekezetfüggetlen.
A kápolnában és a programokon kéthetente más szónokokat látnak vendégül. A tavaszi és téli időszakban a Nyugat-USA-ban, Mexikóban és Kanadában több száz hallgató vesz részt missziókban, ahol 10–25 fős csoportokban önkéntes munkát vállalnak például hajléktalanszállókon. A szeptemberi missziónapon a hallgatók és oktatók is önkéntes munkát (például szerelés) vállalnak.
Ugyan a George Fox hallgatóinak mindössze öt százaléka kvéker, az intézmény a kvéker eszmeiség központja, könyvtárában pedig a kvékerek történelmének jelentős gyűjteménye megtalálható. Az éves gyűlést a campuson tartják, a külvilággal a kapcsolatot pedig az 1984-ben alapított Béke és Igazság Központja biztosítja.

## Sport
A George Fox Bruins sportegyesület csapatai az 1995–1996-os tanév óta Northwest Conference tagjaként az NCAA III-as divíziójában játszanak, de korábban a National Association of Intercollegiate Athletics tagjaként a Cascade Collegiate Conference-ben versenyeztek. 23 sportcsapatuk van.

### Eredmények
A Bruins négy divízió III-as nemzeti bajnokságot nyert. A baseballcsapat 2004-es győzelmét a KFXX AM rádióadó a térség sporttörténelmének ötven legnagyobb pillanata közé sorolta.
A nőikosárlabda-csapat 2009-es szezonját 32–0 eredménnyel zárta; utolsó mérkőzésükön a Washington University Bears csapata ellen 60–53-as győzelmet arattak; ez volt a Sziklás-hegységtől nyugatra eső első divízió III-as nemzeti bajnokságon elért női győzelem. Scott Rueck vezetőedző az év divízió III-as edzője lett.
2018-ban a női atlétikacsapat a UMass Bostonnal együtt bajnokságot nyert. 2023-ban a nőigolfcsapat 13 év folyamatos részvételt követően megnyerte a bajnokságot.

### Amerikai futball
Az amerikaifutball-játszmák 45 év szünet után 2014-ben indultak újra. A csapat vezetőedzője Chris Casey, Pat Casey kosárlabdaedző fivére lett.

## Nevezetes személyek

### Hallgatók
- Aaron Elling, amerikaifutball-játékos[32]
- Andy Olson, politikus[33]
- Bill Post, politikus[34]
- Carmen Guerricagoitia McLean, bíró[35]
- Cherie Buckner-Webb, szenátor[36]
- Dan Kimball, lelkész[37]
- Daniel L. Smith-Christopher, író, teológus[38]
- Darleen Ortega, bíró[39]
- Gina Ochsner, író[40]
- Herbert Hoover, az USA 31. elnöke[37]
- John Davis, politikus[41]
- John Lim, politikus és üzletember[42]
- Ken Carter, kosárlabdaedző[37]
- Pat Casey, kosárlabdaedző[37]
- Peggy Fowler, a Portland General Electric egykori vezérigazgatója[37]
- Richard Foster, író[43]
- Robert L. Saucy, teológiaprofesszor[44]
- Rolf Potts, író[45]

### Oktatók
- Leonard Sweet, óraadó teológus[46]
- Lynn Lundquist, a képviselőház elnöke[47]
- Mark David Hall, író[48]
- Mark Hatfield, szenátor, Oregon egykori kormányzója[49]
- Stan Bunn, politikus és ügyvéd[37]

## Fordítás
- Ez a szócikk részben vagy egészben  a   George Fox University című angol Wikipédia-szócikk ezen változatának fordításán alapul.  Az eredeti cikk szerkesztőit annak laptörténete sorolja fel. Ez a jelzés csupán a megfogalmazás eredetét és a szerzői jogokat jelzi, nem szolgál a cikkben szereplő információk forrásmegjelöléseként.